# Myuchelys purvisi
Myuchelys purvisi is een schildpad uit de familie slangenhalsschildpadden (Chelidae).

## Naam en indeling
De wetenschappelijke naam van de soort werd voor het eerst voorgesteld door Richard Walter Wells en Cliff Ross Wellington in 1985. Oorspronkelijk werd de wetenschappelijke naam Elseya purvisi gebruikt. De soort behoorde lange tijd tot het geslacht Elseya, en daarna tot de niet langer erkende geslachten Wollumbinia en Flaviemys. Hierdoor wordt soms de verouderde wetenschappelijke namen in de literatuur gebruikt.
De soortaanduiding purvisi is een eerbetoon aan de Australische herpetoloog Malcolm Purvis. De schildpad is sterk verwant aan Myuchelys georgesi en is hiervan te onderscheiden door een gele streep van de mondhoek tot achteraan de nek die naar achteren toe steeds smaller wordt. Daarnaast is een V-vormige gele vlek aanwezig onder de kin en keel. De rest van de huid van de kop heeft een grijze kleur. Onder de kin zijn twee baarddraden aanwezig.

## Uiterlijke kenmerken
De kleur van het rugschild is bruin, het buikschild is helder geel met bruine vlekken en donkere naden tussen de buikschilden. De staart heeft een gele lengtestreep aan de bovenzijde en een gele streep aan iedere laterale zijde. Jonge dieren hebben soms een groen rugschild en een helder gele buikzijde. Op het midden van het rugschild is een opstaande kiel in de lengte aanwezig die in de loop der jaren verdwijnt.

## Verspreiding en habitat
De soort komt voor in delen van Australië en leeft endemisch in de staat New South Wales. De schildpad is hier alleen bekend van een klein gebied in de Manning-rivier.
De habitat bestaat uit ondiepe, heldere en snelstromende wateren met enige uitstekende delen om te kunnen zonnen. Het substraat van de bodem kan zowel uit rotsen of zand bestaan.

## Levenswijze
De vrouwtjes zetten zeven tot 23 eieren af in de bodem. De eieren zijn ongeveer 32 millimeter lang en 23 mm breed. Myuchelys purvisi is een omnivoor die leeft van plantaardig materiaal zoals algen en in het water gevallen fruit. Daarnaast worden ook waterinsecten gegeten.

## Beschermingsstatus
Door de internationale natuurbeschermingsorganisatie IUCN is de beschermingsstatus 'onzeker' toegewezen (Data Deficient of DD).
De schildpad is gewild bij reptielenkwekers vanwege het decoratieve uiterlijk en wordt daardoor gevangen in het wild. Belangrijke vijanden zijn inheemse varanen maar ook door de mens geïntroduceerde dieren zoals varkens en vossen zijn een belangrijke bedreiging.